# 徳尼公
徳尼公（とく にこう/とく あまこう/とく あまぎみ）は、山形県酒田市において奥州藤原氏第3代・藤原秀衡の妹と伝えられる女性。近世酒田の有力者だった酒田三十六人衆のルーツを語る伝承において語られる。名は徳の前とも伝わる。

## 伝承
中世に港町として発展した酒田の町は、戦国時代までには問丸を営む豪商と武士を兼ねる有力者たちが酒田三十六人衆を形成し、以降成立する大名権力に従いつつ酒田の町政を運営した。三十六人衆は平安時代末期に滅亡した奥州藤原氏残党の末裔を出自とする伝承を持ち、その伝承の中で徳尼公は神輿的な立ち位置として登場する。
文治5年（1189年）奥州藤原氏が源頼朝によって滅ぼされた際、先代当主・藤原秀衡の妹である徳の前は郎党ら36人に守られながら平泉を脱し、出羽国へと逃れた。秋田の地で出家剃髪した徳尼は、奥州藤原氏の郎党であり田川郡を治めていた田川行文を頼り、羽黒山に近い科沢（現山形県庄内町）の妹沢と呼ばれる場所に館を構えて隠棲したが、後に頼朝の目を憚って酒田近郊の袖浦に移って庵を結び、余生を送ったという。徳尼の没年は建保5年（1217年）、享年は90、法名は洞永院殿泉流庵徳公尼という。すなわち三十六人衆は徳の前を守護した郎党らの子孫であり、徳尼の庵は16世紀に号を改めて東永山泉流寺となったという。現在、泉流寺境内にある尼公堂には徳尼の影像が安置されており、忌日とされる4月15日には泉流寺において追善供養（徳尼祭）が行われている。また羽黒山にも徳尼の位牌と木像があるという。
諸系図に秀衡に妹があったとするものはなく、上記の伝承を伝える文献は幕末ころに由来するものが多い。また酒田三十六人衆の出自も各地から商人が集合していった自然発生的なものであって、以上の話は伝承の域を出ない。『平泉誌』は藤原秀衡の後室にして藤原泰衡の生母が出羽庄内に逃れて同地で没し、後裔が酒田三十六人衆の一家である本間氏となったとする伝承を紹介し、嫡孫にあたる男子・万寿丸が祖母とともに同地に逃れたのではないかという説を唱えている。『酒田市史』は秀衡の後妻の呼称を「泉の方」とし、酒田に落ち延びた女性を「徳の前あるいは泉の方」としている。

## 異説
三十六人衆松田家に伝わる「松田家記」によれば、徳尼は藤原秀衡の妹、佐藤基治の姉にあたる女性で、陸奥国岩城郡の領主である平則道の妻だったとしている。また福島県いわき市内郷白水町の願成寺の寺伝には、則道あるいは清原成衡の妻だった徳尼（徳姫）が亡夫の冥福を祈って平泉から勧進し、永暦元年（1160年）に白水寺（願成寺）を建立したと伝わっている。『平泉志』では徳尼は源頼義の娘で、藤原基衡の媒酌によって岩城へ嫁いだとする異説を示し、酒田の徳尼とは同人異説であるという見解を示している。